# Olympische Winterspiele 1984/Bob – Viererbob (Männer)
Beim Viererbob der Männer bei den Olympischen Winterspielen 1984 fanden insgesamt vier Läufe statt. Die ersten beiden Läufe wurden am 17. Februar 1984 ausgetragen. Der dritte und vierte Lauf fanden am 18. Februar 1984 statt. Ausgetragen wurde der Viererbobwettbewerb der Männer auf der Olympia Bob- und Rodelbahn Trebević.
Der DDR-Viererbob von Wolfgang Hoppe sicherte sich die Goldmedaille vor dem Bob seines Landsmanns Bernhard Lehmann. Bronze ging an den Schweizer Bob von Silvio Giobellina.

## Ergebnisse
| Rang | Land               | Athleten                                                               | Lauf (s) | Lauf (s) | Lauf (s) | Lauf (s) | Gesamt (min) |
| Rang | Land               | Athleten                                                               | 1        | 2        | 3        | 4        | Gesamt (min) |
| ---- | ------------------ | ---------------------------------------------------------------------- | -------- | -------- | -------- | -------- | ------------ |
| 1    | DDR                | Wolfgang Hoppe Roland Wetzig Dietmar Schauerhammer Andreas Kirchner    | 49,65    | 50,18    | 50,18    | 50,21    | 3:20,22      |
| 2    | DDR                | Bernhard Lehmann Bogdan Musiol Ingo Voge Eberhard Weise                | 49,69    | 50,33    | 50,32    | 50,44    | 3:20,78      |
| 3    | Schweiz            | Silvio Giobellina Heinz Stettler Urs Salzmann Rico Freiermuth          | 49,92    | 50,48    | 50,49    | 50,50    | 3:21,39      |
| 4    | Schweiz            | Ekkehard Fasser Hans Märchy Kurt Poletti Rolf Strittmatter             | 50,46    | 50,60    | 50,81    | 51,03    | 3:22,90      |
| 5    | Vereinigte Staaten | Jeff Jost Joe Briski Tom Barnes Hal Hoye                               | 50,83    | 50,97    | 50,89    | 50,64    | 3:23,33      |
| 6    | Sowjetunion        | Jānis Ķipurs Māris Poikāns Ivars Bērzups Aivars Šnepsts                | 50,19    | 50,96    | 51,19    | 51,17    | 3:23,51      |
| 7    | Rumänien           | Dorin Degan Cornel Popescu Gheorghe Lixandru Costel Petrariu           | 50,58    | 50,88    | 51,06    | 51,24    | 3:23,76      |
| 8    | Italien            | Guerrino Ghedina Stefano Ticci Paolo Scaramuzza Andrea Meneghin        | 50,66    | 50,93    | 51,00    | 51,18    | 3:23,77      |
| 9    | BR Deutschland     | Klaus Kopp Gerhard Oechsle Günter Neuburger Hans-Joachim Schumacher    | 50,71    | 51,09    | 51,01    | 51,34    | 3:24,15      |
| 10   | Österreich         | Walter Delle Karth Günter Krispel Ferdinand Grössing Johann Lindner    | 50,60    | 51,14    | 51,19    | 51,28    | 3:24,21      |
| 11   | Österreich         | Peter Kienast Franz Siegl Gerhard Redl Christian Mark                  | 50,83    | 51,27    | 51,29    | 51,24    | 3:24,63      |
| 12   | Sowjetunion        | Zintis Ekmanis Jānis Skrastiņš Rihards Kotāns Wladimir Alexandrow      | 51,08    | 51,36    | 51,28    | 51,48    | 3:25,20      |
| 13   | Frankreich         | Gérard Christaud-Pipola Philippe Aurox Philippe Stott Patrick Lachaud  | 50,77    | 51,51    | 51,50    | 51,48    | 3:25,26      |
| 14   | BR Deutschland     | Anton Fischer Franz Nießner Hans Metzler Uwe Eisenreich                | 51,08    | 51,39    | 51,48    | 51,36    | 3:25,31      |
| 15   | Großbritannien     | Gomer Lloyd Howard Smith Gus McKenzie Peter Brugnani                   | 51,15    | 51,11    | 51,44    | 51,64    | 3:25,34      |
| 16   | Vereinigte Staaten | Brent Rushlaw Ed Card James Tyler Frank Hansen                         | 51,04    | 51,35    | 51,58    | 51,53    | 3:25,50      |
| 17   | Italien            | Alex Wolf Georg Beikircher Pasquale Gesuito Umberto Prato              | 51,12    | 51,19    | 51,57    | 51,63    | 3:25,51      |
| 18   | Kanada             | Alan MacLachlan Clarke Flynn Robert Wilson David Leuty                 | 51,48    | 51,66    | 51,55    | 51,78    | 3:26,47      |
| 19   | Jugoslawien        | Zdravko Stojnić Mario Franjić Siniša Tubić Nikola Korica               | 51,32    | 51,90    | 51,65    | 51,61    | 3:26,48      |
| 20   | Großbritannien     | Mike Pugh Tony Wallington Corrie Brown Mark Tout                       | 51,52    | 51,84    | 51,68    | 51,89    | 3:26,93      |
| 21   | Schweden           | Carl-Erik Eriksson Tommy Johansson Ulf Åkerblom Nils Stefansson        | 51,57    | 51,82    | 51,94    | 51,74    | 3:27,07      |
| 22   | Chinesisch Taipeh  | Wu Dien-cheng Sun Kuang-ming Wu Chung-chou Chen Chin-san               | 51,45    | 52,15    | 52,03    | 51,95    | 3:27,58      |
| 23   | Jugoslawien        | Nenad Prodanović Ognjen Sokolović Zoran Sokolović Borislav Vujadinović | 51,62    | 51,96    | 52,35    | 52,38    | 3:28,31      |
| 24   | Japan              | Hiroshi Okachi Yūji Yaku Yūji Funayama Satoshi Sugawara                | 51,97    | 52,01    | 52,40    | 52,37    | 3:28,75      |